# Teucrodoxa monetella
Teucrodoxa monetella är en fjärilsart som beskrevs av Felder 1875. Teucrodoxa monetella ingår i släktet Teucrodoxa och familjen Lecithoceridae. Inga underarter finns listade i Catalogue of Life.